# Riboviria
Riboviria é um domínio ou realm de vírus que inclui todos os vírus que usam uma polimerase dependente de RNA homóloga para replicação. Inclui vírus de RNA que codificam uma polimerase de RNA dependente de RNA, bem como vírus de transcrição reversa (com genomas de RNA ou DNA) que codificam uma polimerase de DNA dependente de RNA. A RNA polimerase dependente de RNA (RdRp), também chamada de replicase de RNA, produz RNA ( ácido ribonucléico ) a partir do RNA. A DNA polimerase dependente de RNA (RdDp), também chamada de transcriptase reversa (RT), produz DNA ( ácido desoxirribonucléico ) a partir do RNA. Essas enzimas são essenciais para replicar o genoma viral e transcrever genes virais em RNA mensageiro (mRNA) para tradução de proteínas virais.
A Riboviria foi criada em 2018 para acomodar todos os vírus de RNA que codificam RdRp e foi expandida um ano depois para incluir também retrovírus que codificam RdDp. Esses dois grupos de vírus são atribuídos a dois domínios separados: Orthornavirae para vírus de RNA com codificação RdRp e Pararnavirae para vírus com codificação RdDp, ou seja, todos os vírus de transcrição reversa. Embora o domínio tenha poucos vírus procarióticos, inclui a maioria dos vírus eucarióticos, incluindo a maioria dos vírus humanos, animais e vegetais, no entanto, estudos metagenômicos estão mudando essa perspectiva.
Muitas das doenças virais mais amplamente conhecidas são causadas por vírus em Riboviria, que inclui coronavírus, vírus ebola, HIV, vírus influenza e vírus da raiva. Esses vírus e outros têm se destacado ao longo da história, incluindo o vírus do mosaico do tabaco, que foi o primeiro vírus a ser descoberto. Muitos vírus de transcrição reversa tornam-se notavelmente integrados ao genoma de seu hospedeiro como parte de seu ciclo de replicação. Como resultado disso, estima-se que cerca de 7 a 8% do genoma humano seja originário desses vírus.

## Etimologia
Riboviria é uma aglutinação de ribo, referindo-se ao ácido ribonucleico, e o sufixo -viria, que é o sufixo usado para domínios de vírus.

## Características
Todos os membros de Riboviria contêm um gene que codifica uma polimerase dependente de RNA, também chamada de polimerase dirigida por RNA. Existem dois tipos de polimerases dependentes de RNA: a polimerase de RNA dependente de RNA (RdRp), também chamada de replicase de RNA, que sintetiza o RNA a partir do RNA, e a polimerase de DNA dependente de RNA (RdDp), também chamada de transcriptase reversa (RT), que sintetiza ADN a partir de ARN. Em uma partícula viral típica, chamada vírion, a polimerase dependente de RNA está ligada ao genoma viral de alguma maneira e começa a transcrição do genoma viral após entrar na célula. Como parte do ciclo de vida viral, a polimerase dependente de RNA também sintetiza cópias do genoma viral como parte do processo de criação de novos vírus.
Os vírus que se replicam via RdRp pertencem a três grupos no sistema de classificação de Baltimore, todos pertencentes ao domínio Orthornavirae : vírus de RNA de fita simples (ssRNA), que são de sentido positivo (+) ou negativo (-) e duplo- Vírus de RNA encalhado (dsRNA). Os vírus +ssRNA têm genomas que podem atuar funcionalmente como mRNA, e uma fita de sentido negativo também pode ser criada para formar dsRNA a partir da qual o mRNA é transcrito da fita negativa. Os genomas dos vírus -ssRNA e vírus dsRNA atuam como modelos a partir dos quais RdRp cria mRNA.
Os vírus que se replicam por transcrição reversa pertencem a dois grupos de Baltimore, ambos pertencentes ao domínio Pararnavirae: vírus de RNA de fita simples (ssRNA-RT), todos pertencentes à ordem Ortervirales, e vírus de DNA de fita dupla (dsDNA-RT ) vírus, que pertencem à família Caulimoviridae, também em Ortervirales, e à família Hepadnaviridae da ordem Blubervirales. Os vírus ssRNA-RT têm seu genoma de sentido positivo transcrito por RdDp para sintetizar uma cadeia de DNA complementar de sentido negativo (-cDNA). A fita +RNA é degradada e posteriormente substituída por RdDp por uma fita +DNA para sintetizar uma cópia linear de dsDNA do genoma viral. Esse genoma é então integrado ao DNA da célula hospedeira.
Para vírus dsDNA-RT, uma fita +RNA pré-genômica é transcrita a partir do DNA circular relaxado (rcDNA), que por sua vez é usado por RdDp para transcrever uma fita -cDNA. A fita +RNA é degradada e substituída de maneira semelhante aos vírus +ssRNA-RT para sintetizar o rcDNA. O genoma rcDNA é posteriormente reparado pelos mecanismos de reparo de DNA da célula hospedeira para sintetizar um genoma de DNA circular fechado covalentemente (cccDNA). O genoma integrado de vírus +ssRNA-RT e o cccDNA de vírus dsDNA-RT são então transcritos em mRNA pela enzima RNA polimerase II da célula hospedeira.
O mRNA viral é traduzido pelos ribossomas da célula hospedeira para produzir proteínas virais. Para produzir mais vírus, as polimerases dependentes de RNA viral usam cópias do genoma viral como moldes para replicar o genoma viral. Para vírus +ssRNA, um genoma dsRNA intermediário é criado a partir do qual +ssRNA é sintetizado a partir da fita negativa. Para os vírus -ssRNA, os genomas são sintetizados a partir de cadeias de sentido positivo complementares. os vírus dsRNA replicam seus genomas a partir do mRNA sintetizando uma cadeia de sentido negativo complementar para formar o dsRNA genômico. Para vírus dsDNA-RT, o RNA pré-genômico criado a partir do cccDNA é retrotranscrito em novos genomas dsDNA. Para vírus +ssRNA-RT, o genoma é replicado a partir do genoma integrado. Após a replicação e tradução, o genoma e as proteínas virais são montados em vírions completos, que então deixam a célula hospedeira.

## Filogenética

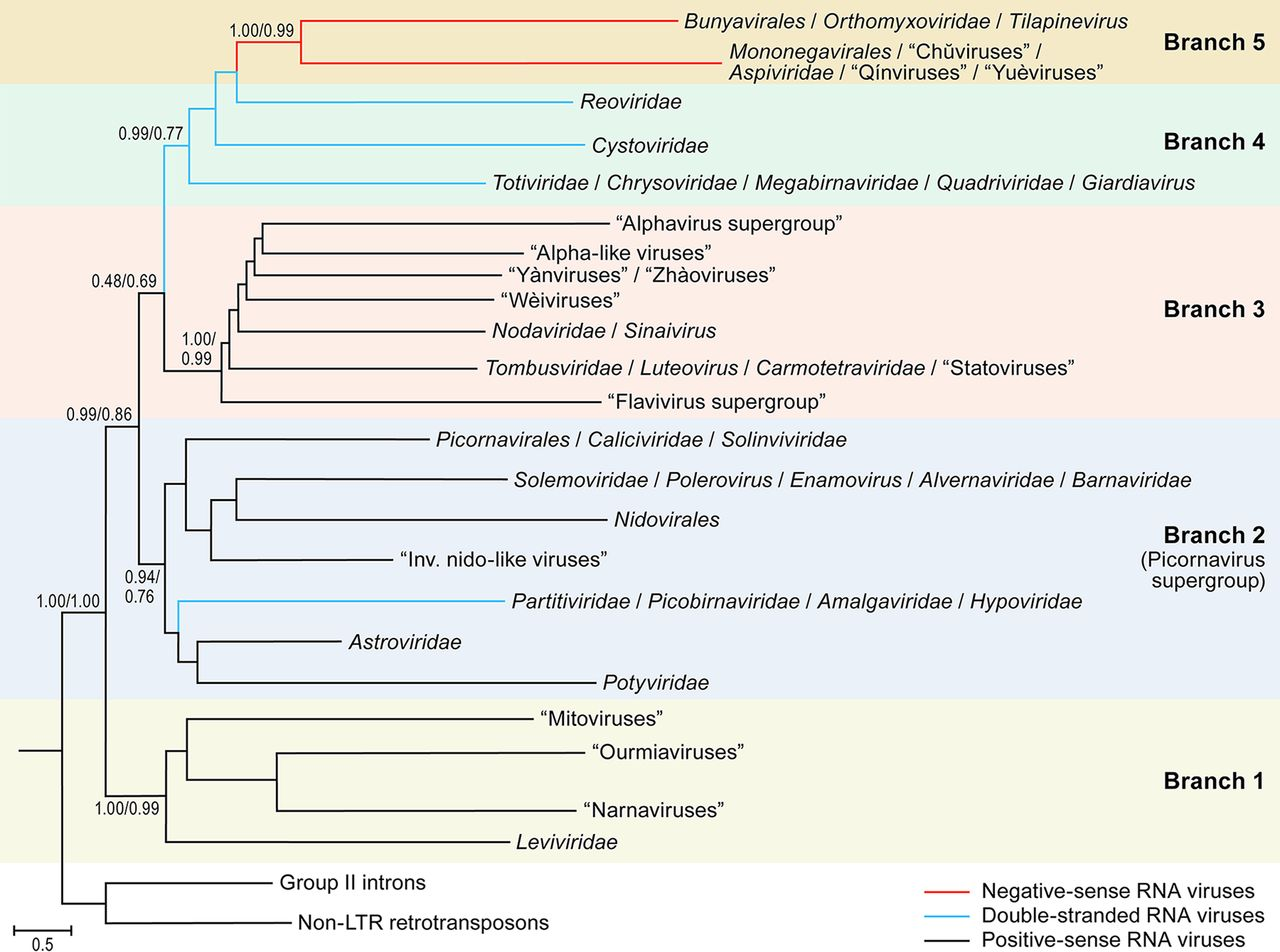
Filogenia da polimerase dependente de RNA de Orthornavirae. Os cinco ramos coloridos são os cinco filos de Orthornavirae.

Ambos os domínios em Riboviria mostram uma relação com as transcriptases reversas dos íntrons do grupo II que codificam RTs e retrotransposões, que são sequências de DNA autorreplicantes, as quais se autorreplicam por transcrição reversa e se integram a outras partes da mesma molécula de DNA. Os vírus de transcrição reversa, atribuídos a Pararnavirae, parecem ter evoluído de um retrotransposão em uma única ocasião. A origem dos RdRps de Orthornavirae é menos clara devido à falta de informação, que eles se originam de uma transcriptase reversa do íntron bacteriano do grupo II antes do surgimento de eucariotos ou originaram-se antes do último universal comum ancestral (LUCA) sendo descendentes do antigo mundo do RNA e que eles precederam as transcriptases reversas do retroelemento. Um estudo maior (2022), onde novas linhagens (filos) foram descritas, foi a favor da hipótese de que os vírus de RNA descendem do mundo do RNA, sugerindo que os retroelementos se originaram de um ancestral relacionado ao filo Lenarviricota e que os membros de um recém-descoberto Taraviricota linhagem (filo) seriam os ancestrais de todos os vírus de RNA.

## Classificação
Riboviria contém dois domínios: Orthornavirae e Pararnavirae. Orthornavirae contém vários filos e táxons não atribuídos, enquanto Pararnavirae é monotípico até o nível de classe. Essa taxonomia pode ser visualizada a seguir.
- Domínio: Orthornavirae, que contém todos os vírus de RNA codificadores de RdRp, ou seja, todos os vírus dsRNA, +ssRNA e -ssRNA, geralmente chamados coletivamente de vírus de RNA
- Domínio: Pararnavirae, que contém todos os vírus que codificam RdDp, ou seja, todos os vírus ssRNA-RT e dsDNA-RT, chamados coletivamente de vírus de transcrição reversa
  - Filo: Arterviricota
    - Classe: Revtraviricetes

Além disso, Riboviria contém duas famílias incertae sedis e quatro gêneros incertae sedis. Informações adicionais sobre eles são necessárias para saber sua colocação exata em táxons superiores. Eles são listados a seguir (- viridae indica família e - vírus indica gênero).
- Polymycoviridae
- Sarthroviridae
- Albetovirus
- Aumaivirus
- Papanivirus
- Virtovirus

Estudos metagenómicos sugeriram a existência de cinco novos filos: Arctiviricota, Taraviricota, Pomiviricota, Paraxenoviricota e Wamoviricota.
Riboviria mescla parcialmente a classificação de Baltimore com a taxonomia de vírus, incluindo os grupos de Baltimore para vírus de RNA e vírus de transcrição reversa no domínio. A classificação de Baltimore é um sistema de classificação usado para vírus com base em sua forma de produção de mRNA, frequentemente usado juntamente com a taxonomia de vírus padrão, baseada na história evolutiva. Todos os membros dos cinco grupos de Baltimore pertencem a Riboviria: Grupo III: vírus dsRNA, Grupo IV: vírus +ssRNA, Grupo V: vírus -ssRNA, Grupo VI: vírus ssRNA-RT e Grupo VII: vírus dsDNA-RT. domínios são o nível mais alto de taxonomia usado para vírus e Riboviria é um dos quatro, sendo os outros três Duplodnaviria, Monodnaviria e Varidnaviria.
A maioria dos vírus eucarióticos identificados são vírus de RNA e, por essa razão, a maioria dos vírus eucarióticos pertence a Riboviria, incluindo a maioria dos vírus humanos, animais e vegetais. Em contraste, apenas dois grupos de vírus de RNA procarióticos foram identificados: +ssRNA Leviviricetes, que parecem ser alguns dos primeiros vírus de RNA a surgir e dsRNA Cystoviridae, que parece estar relacionado a reovírus, que infectam eucariotos. Estudos de amostras megenômicas descobriram novos táxons de vírus de RNA procarióticos, incluindo dois novos filos que infectam apenas procariotos, sugerindo que sua diversidade é maior do que se pensava anteriormente e desafiando a visão tradicional de que os vírus de RNA infectam principalmente eucariotos. Eles também sugerem que as famílias Picobirnaviridae e Partitiviridae previamente associadas a eucariotos também infectam procariotos.
Outros ramos principais de vírus eucarióticos incluem herpesvírus em Duplodnaviria, o domínio Shotokuvirae em Monodnaviria, e muitos vírus em Varidnaviria.

## Interações com anfitriões

### Doença
Os vírus em Riboviria estão associados a uma ampla gama de doenças, incluindo muitas das doenças virais mais conhecidas. Notáveis vírus causadores de doenças no domínio incluem: 
Os vírus animais em Riboviria incluem os orbivírus, que causam várias doenças em ruminantes e cavalos, incluindo o vírus da língua azul, o vírus da peste equina africana, o vírus da encefalose equina e o vírus da doença hemorrágica epizoótica. O vírus da estomatite vesicular causa doenças em bovinos, equinos e suínos. Os morcegos abrigam muitos vírus, incluindo ebolavírus e henipavírus, que também podem causar doenças em humanos. Da mesma forma, os vírus artrópodes dos gêneros Flavivirus e Phlebovirus são numerosos e frequentemente transmitidos aos humanos. Os coronavírus e os vírus influenza causam doenças em vários vertebrados, incluindo morcegos, pássaros e porcos. A família Retroviridae contém muitos vírus que causam leucemia, imunodeficiência e outros tipos de câncer e doenças relacionadas ao sistema imunológico em animais.
Os vírus de plantas no domínio são numerosos e infectam muitas culturas economicamente importantes. Estima-se que o vírus da murcha manchada do tomate cause mais de 1 bilhão de dólares em danos anualmente, afetando mais de 800 espécies de plantas, incluindo crisântemo, alface, amendoim, pimenta e tomate. O vírus do mosaico do pepino infecta mais de 1.200 espécies de plantas e também causa perdas significativas nas colheitas. O Potato virus Y causa reduções significativas no rendimento e na qualidade da pimenta, batata, tabaco e tomate, e o Plum pox virus é o vírus mais importante entre as culturas de frutas de caroço. O vírus do mosaico bromo, embora não cause perdas econômicas significativas, é encontrado em grande parte do mundo e infecta principalmente gramíneas, incluindo cereais.

### Endogenização
Muitos vírus de transcrição reversa, chamados retrovírus, em Riboviria são capazes de se integrar ao DNA de seu hospedeiro. Esses vírus tornam-se endogenizados como parte de seu ciclo de replicação. Ou seja, o genoma viral é integrado ao genoma do hospedeiro pela enzima retroviral integrase, e o mRNA viral é produzido a partir desse DNA. A endogenização é uma forma de transferência horizontal de genes entre organismos não relacionados, e estima-se que cerca de 7 a 8% do genoma humano consiste em DNA retroviral. A endogenização também pode ser usada para estudar a história evolutiva dos vírus, mostrando um período de tempo aproximado quando um vírus tornou-se endogenizado no genoma do hospedeiro, bem como a taxa de evolução dos vírus desde que a endogenização ocorreu.
Doenças causadas por vírus em Riboviria são conhecidas por grande parte da história registrada, embora sua causa só tenha sido descoberta nos tempos modernos. O vírus do mosaico do tabaco foi descoberto em 1898 e foi o primeiro vírus a ser descoberto. Os vírus transmitidos por artrópodes têm sido centrais no desenvolvimento do controle vetorial, que muitas vezes visa prevenir infecções virais. Na história moderna, numerosos surtos de doenças foram causados por vários membros do domínio, incluindo coronavírus, ebola e influenza. O HIV, especialmente, teve efeitos dramáticos na sociedade, pois causa um declínio acentuado na expectativa de vida e um estigma significativo para as pessoas infectadas.
Por muito tempo, a relação entre muitos vírus em Riboviria não pôde ser estabelecida devido à grande quantidade de divergência genética entre os vírus de RNA. Com o desenvolvimento da metagenômica viral, muitos vírus de RNA adicionais foram identificados, ajudando a preencher as lacunas de suas relações. Isso levou ao estabelecimento de Riboviria em 2018 para acomodar todos os vírus de RNA codificadores de RdRp com base na análise filogenética de que eles estavam relacionados.
Um ano depois, todos os vírus de transcrição reversa foram adicionados ao domínio. Os domínios também foram estabelecidos em 2019, separando os dois ramos da polimerase dependente de RNA. Quando o domínio foi fundado, ele incluiu erroneamente duas famílias de viroides, Avsunviroidae e Pospiviroidae, e o gênero Deltavirus, que foram prontamente removidos em 2019 porque usam enzimas de células hospedeiras para replicação.